# Massacre de Xangai de 1927

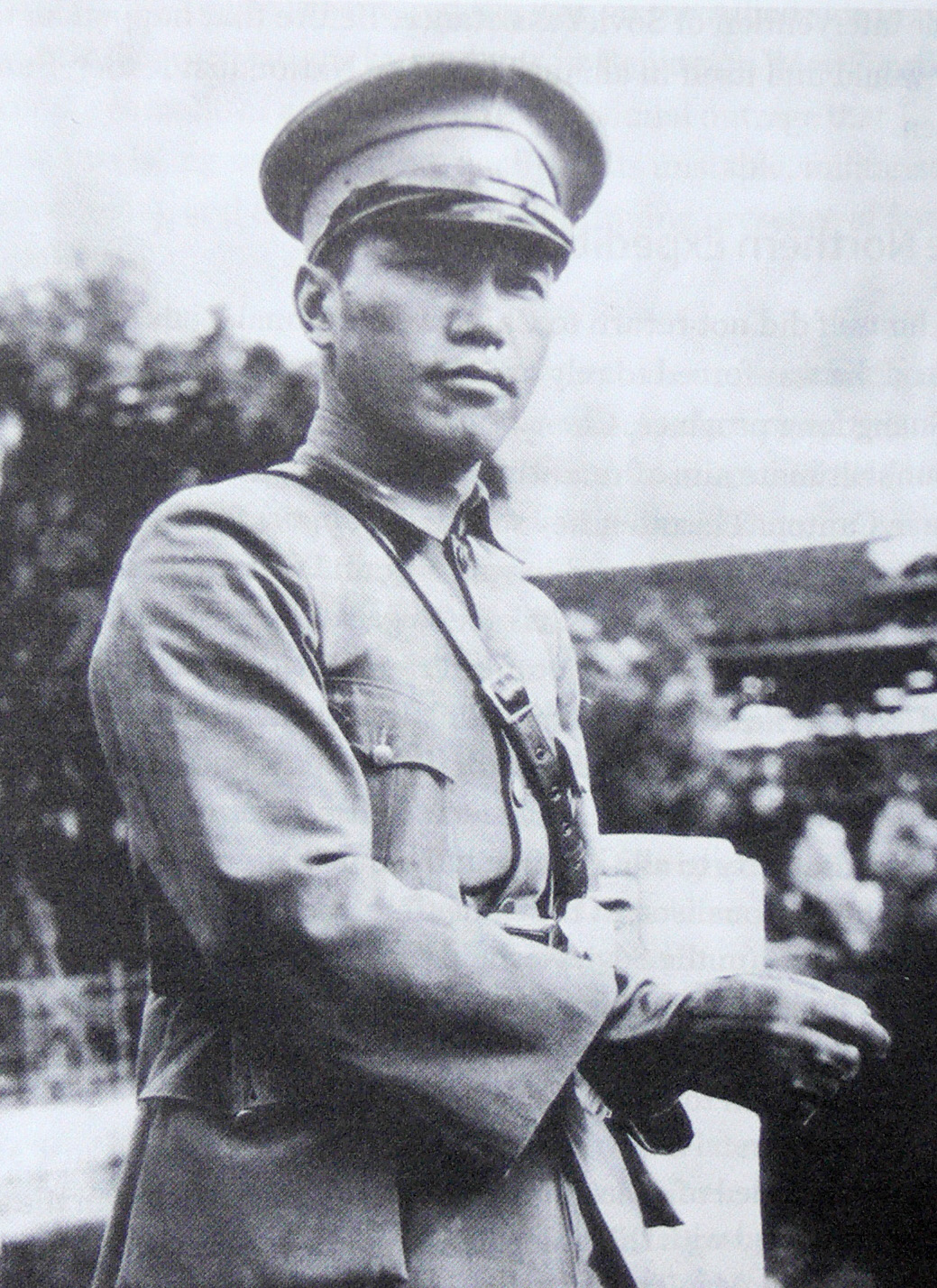
Chiang Kai-shek em 1925–1927

O Massacre de Xangai de 1927, também conhecido como Incidente de 12 de abril, foi um expurgo em grande escala dos comunistas, em Xangai, ordenada pelo generalíssimo Chiang Kai-shek, em 12 de abril de 1927, durante a Expedição do Norte contra os senhores da guerra.
O Massacre de Xangai foi um dos principais eventos de 1927, que assinou a ruptura entre o Kuomintang e o Partido Comunista Chinês, e marcou o início da Guerra Civil Chinesa. Este ataque contra os seus aliados comunistas, da facção do Kuomintang liderada por Chiang Kai-shek, destinou-se a expurgar os elementos de esquerda do partido e evitar o domínio pelos comunistas na República da China.
Em chinês, o incidente é chamado "Purificação do Partido" (清党) pelo Kuomintang (KMT), enquanto o Partido Comunista da China (PCC) se refere a ele como "Massacre de Xangai de 1927", "golpe anti-revolucionário de 12 de abril" (四一二反革命政变) ou "Tragédia de 12 de abril" (四一二惨案). Muitos membros comunistas proeminentes do Kuomintang foram presos ou executados por Chiang em uma tentativa de destruir a influência do PCC. Ao longo de várias semanas após o incidente de 12 de abril em Xangai, ocorreram prisões e execuções de comunistas proeminentes, distribuídos por áreas da China controladas por Chiang e seus aliados, incluindo o co-fundador do Partido Comunista Chinês, Li Dazhao, em Pequim. Depois de derrotar as insurreições comunistas nas cidades, o Kuomintang tornou-se unificado sob a liderança de Chiang, e passou a derrotar as facções dos senhores da guerra e se tornar dominante na China. Os comunistas se retiraram para coletividades rurais, construindo uma força no meio rural para a próxima fase da guerra civil chinesa.